# Liste der Monuments historiques in Pagny-la-Ville
Die Liste der Monuments historiques in Pagny-la-Ville führt die Monuments historiques in der französischen Gemeinde Pagny-la-Ville auf.

## Liste der Immobilien
| Bezeichnung    | Beschreibung                              | Standort                                   | Kennzeichnung | Schutzstatus | Datum | Bild           |
| -------------- | ----------------------------------------- | ------------------------------------------ | ------------- | ------------ | ----- | -------------- |
| Friedhofskreuz | Stein, zweite Hälfte des 15. Jahrhunderts | Place de l’Eglise, auf dem Friedhof (Lage) | PA00112581    | Classé       | 1891  | weitere Bilder |

## Liste der Objekte
| Bezeichnung                         | Beschreibung                                                                          | Standort                            | Kennzeichnung | Schutzstatus | Datum | Bild |
| ----------------------------------- | ------------------------------------------------------------------------------------- | ----------------------------------- | ------------- | ------------ | ----- | ---- |
| Skulptur Heiliger Sebastian         | Pappelholz (?), farbig gefasst, versilbert und vergoldet, Anfang des 16. Jahrhunderts | in der Kirche St-Léger (Lage)       | PM21001698    | Classé       | 1919  |      |
| Skulptur Heilige Barbara            | Kalkstein, farbig gefasst, Anfang des 16. Jahrhunderts                                | in der Kirche St-Léger (Lage)       | PM21001699    | Classé       | 1919  |      |
| Skulptur Heiliger Rochus            | Kalkstein, farbig gefasst, 16. Jahrhundert                                            | außen an der Kirche St-Léger (Lage) | PM21001700    | Classé       | 1927  |      |
| Skulptur Heiliger Leodegar          | Kalkstein, farbig gefasst, 16. Jahrhundert                                            | außen an der Kirche St-Léger (Lage) | PM21001701    | Classé       | 1927  |      |
| Skulptur Christus mit den Wundmalen | Kalkstein, farbig gefasst, 16. Jahrhundert                                            | in der Kirche St-Léger (Lage)       | PM21001702    | Classé       | 1927  |      |
| Pietà                               | Kalkstein, farbig gefasst, 17. Jahrhundert                                            | in der Kirche St-Léger (Lage)       | PM21001703    | Classé       | 1927  |      |
| Wandgemälde Jüngstes Gericht        | um 1400                                                                               | in der Kirche St-Léger (Lage)       | PM21001704    | Classé       | 1941  |      |